# 小行星10453
小行星10453（10453 Banzan）是一颗绕太阳运转的小行星，为主小行星带小行星。该小行星于1977年2月18日发现。
該小行星以日本江戶時代初期陽明學家熊澤蕃山命名。

## 轨道参数
小行星10453的轨道半长轴为3.0559048 UA，离心率为0.170。